# Verboveț, Katerînopil
Verboveț (în ucraineană Вербовець) este o comună în raionul Katerînopil, regiunea Cerkasî, Ucraina, formată numai din satul de reședință.

## Demografie
Componența lingvistică a comunei Verboveț
     Ucraineană (97,31%)
     Rusă (1,7%)
     Alte limbi (0,85%)
Conform recensământului din 2001, majoritatea populației comunei Verboveț era vorbitoare de ucraineană (97,31%), existând în minoritate și vorbitori de rusă (1,7%).